# 東可児病院
東可児病院（ひがしかにびょういん）は、岐阜県可児市にある民間の病院である。医療法人慶桜会が運営する。

## 概要
- 脳神経外科、外科に力を入れており、脳卒中、頭部外傷、骨折、心筋梗塞に実績がある。
- 一般病床の188床の他、40床の血液浄化センターを有する。
- 付属施設として、「介護老人福祉施設　チェリーヴィラ広見苑」がある。

## 診療科
- 脳神経外科
- 内科
- 消化器内科
- 外科
- 整形外科
- 循環器内科
- 小児科
- 眼科
- リウマチ科
- リハビリテーション科
- 放射線科

## 沿革
- 1989年（平成元年）4月23日：開院。脳神経外科、外科のみ。
- 2005年（平成17年）：特定医療法人となる。
- 2007年（平成19年）：新病棟完成、旧病棟改修工事完成。病床数を188床に増床。血液浄化センターとリハビリセンターを新設。

## 交通機関
- JR太多線可児駅より徒歩15分。
- 名古屋鉄道広見線新可児駅より徒歩15分。
- さつきバス「村木」バス停下車、徒歩すぐ。